# Montego Bay Sports Complex
El Montego Bay Sports Complex (en español: Complejo Deportivo de Montego Bay), a veces denominado Catherine Hall Sports Complex) es un estadio deportivo de usos múltiples en el área de Catherine Hall de la ciudad de Montego Bay, Jamaica. También es el antiguo campo local de Montego Bay United. La capacidad del estadio es de aproximadamente 7000 espectadores.
En abril de 2011 acogió la 40.ª edición de los Juegos Carifta.
En julio de 2014, se anunció como sede del Campeonato Sub-20 de CONCACAF.
En octubre de 2014, la sede fue anunciada como sede de la ronda final de la Copa del Caribe 2014.
Jamaica fue sede del Campeonato Sub-20 en enero de 2015, con el Estadio Montego Bay como uno de los dos estadios utilizados para el torneo. El campo acogió un total de 24 partidos, incluida la final entre Panamá y México el 24 de enero. 